# Hypsocleonus
Hypsocleonus är ett släkte av skalbaggar. Hypsocleonus ingår i familjen vivlar.
Kladogram enligt Catalogue of Life:
| Hypsocleonus | \| \| Hypsocleonus cardui \| \| \| \| \| \| Hypsocleonus foveatostriatus \| \| \| \| |
|              | \| \| Hypsocleonus cardui \| \| \| \| \| \| Hypsocleonus foveatostriatus \| \| \| \| |
|              | Hypsocleonus cardui                                                                  |
|              |                                                                                      |
|              | Hypsocleonus foveatostriatus                                                         |
|              |                                                                                      |